# Gesellschaft für Verantwortung in der Wissenschaft
Die Gesellschaft für Verantwortung in der Wissenschaft ist der deutschsprachige Zweig der 1945 von Viktor Paschkis in den USA als Reaktion auf die Atombombenabwürfe auf Hiroshima und Nagasaki gegründeten Society for Social Responsibility in Science (SSRS).
Ihre Mitglieder sind vor allem Naturwissenschaftler, Mediziner und Ingenieurwissenschaftler, die sich dazu verpflichten, im Beruf nichts gegen ihr Gewissen zu tun, sowie das Berufsethos genau einzuhalten. Die GVS wurde 1966 gegründet.
Ihre Mitglieder sind nach der Satzung unter anderem dazu verpflichtet:
- persönlich die moralische Mitverantwortung für die Konsequenzen ihrer Arbeit zu tragen und diese nicht den Vorgesetzten allein zu überlassen, und
- mit ihren wissenschaftlichen und technischen Kenntnissen den Behörden, der Wirtschaft und den Laien zu helfen, die Mittel der Wissenschaft und Technik menschenwürdig zu gebrauchen, sowie die Gesellschaft und die Umweltverantwortung rational und ideologiefrei zu optimieren.

Die Gesellschaft verleiht die Max Born-Medaille für Verantwortung in der Wissenschaft.